# 貝里斯—英國關係
貝里斯－英國關係（英語：Belize–United Kingdom relations）是貝里斯和英國之間的外交關係。國家元首是伊莉莎白女王二世，她擁有貝里斯女王的頭銜。這兩個國家都是英聯邦和聯合國的成員。

## 历史

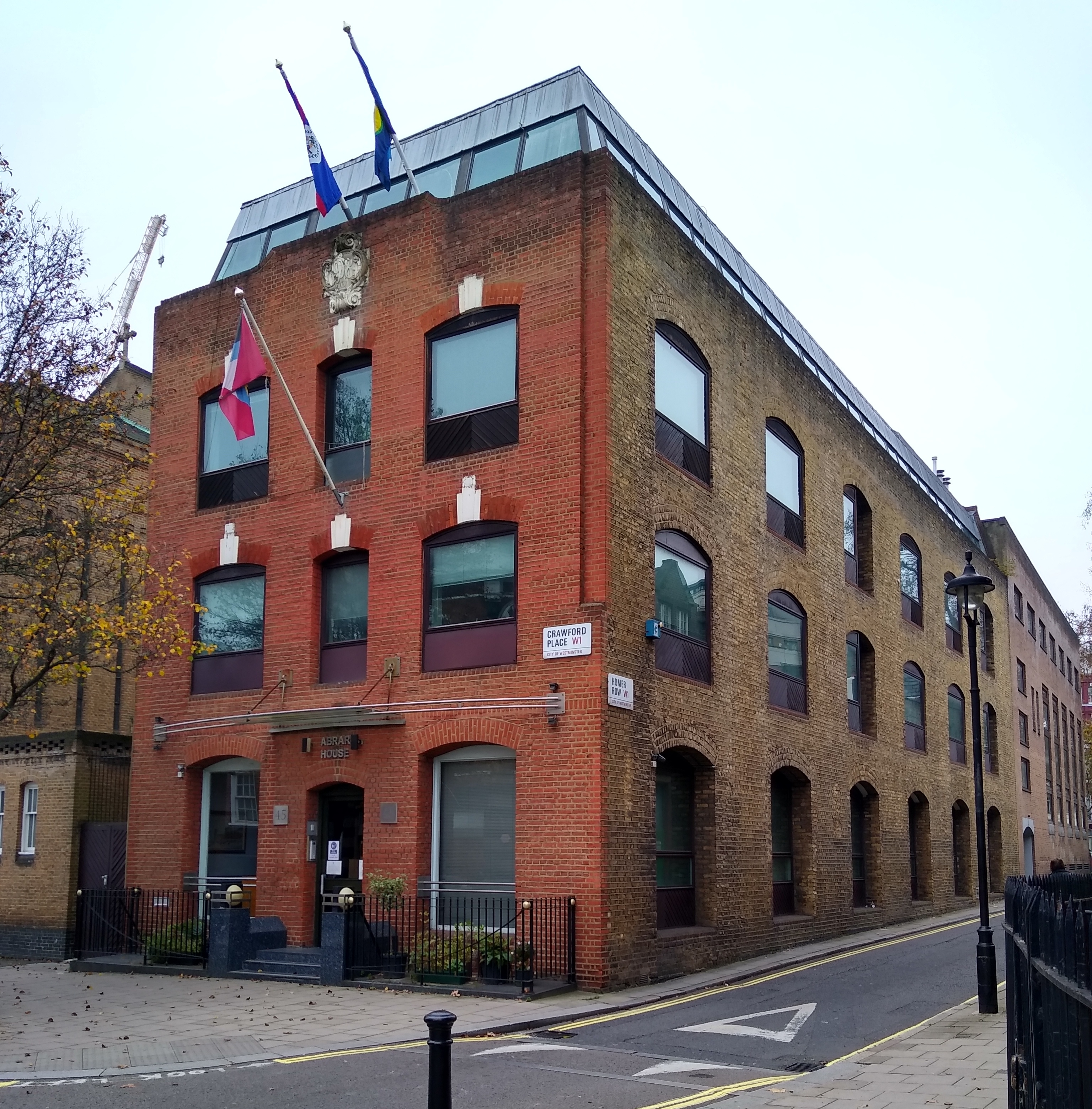
位於倫敦的貝里斯高級專員公署

貝里斯於1981年脫離英國獲得獨立。英國曾稱為英屬洪都拉斯，直到20世紀90年代，英國一直在貝里斯駐軍，直到一直聲稱對該國擁有主權的瓜地馬拉簽署了承認貝里斯獨立的條約。聯合王國在貝里斯設有一個陸軍訓練中心。
伊莉莎白女王二世曾兩次訪問貝里斯。第一次是在1985年10月，第二次是在1994年2月。2012年3月3日，哈里王子作為女王的鑽石禧年代表訪問了貝里斯地區的英聯邦國家，這是他第一次單獨的王室之旅。在那裡，為了紀念他的祖母，他將首都的Zennia大道（也稱為Cohune Walk大道）更名為“女王伊莉莎白二世大道”。

## 常駐外交使團
- 貝里斯在倫敦有一個高級专员公署。[3]

- 英國在貝爾墨潘有一個高級专员公署。[4]